# In a Mellow Tone (album)
In a Mellow Tone è un doppio CD live di Zoot Sims, pubblicato dalla JLR Records nel giugno del 1996.Il disco fu registrato dal vivo il 9 agosto 1981 al E.J.'s di Atlanta, Georgia (Stati Uniti).

## Tracce
CD 1
1. Groovin' High – 7:57 (Dizzy Gillespie)
2. Emily – 8:42 (Johnny Mandel, Johnny Mercer)
3. All the Things You Are – 10:07 (Oscar Hammerstein II, Jerome Kern)
4. Take the A Train – 6:32 (Billy Strayhorn)
5. Lester Leaps In – 8:12 (Lester Young)
6. The Girl from Ipanema – 6:37 (Norman Gimbel, Antônio Carlos Jobim, Vinicius de Moraes)

CD 2
1. The Old Devil Called Love – 6:26 (Doris Fisher, Allan Roberts)
2. The Jitterburg Waltz – 5:24 (Richard Malby Jr., Fats Waller)
3. Softly,as in a Morning Sunrise – 7:32 (Oscar Hammerstein II, Sigmund Romberg)
4. Over the Rainbow – 11:15 (Harold Arlen, E.Y. Yip Harburg)
5. In a Mellow Tone – 7:37 (Duke Ellington, Milt Gabler)
6. I Got It Bad (And That Ain't Good) – 4:06 (Duke Ellington, Paul Francis Webster)
7. Caravan – 4:28 (Duke Ellington, Irving Mills, Juan Tizol)

## Musicisti
- Zoot Sims - sassofono tenore, sassofono soprano
- Rick Bell - sassofono soprano (brani: CD 1)
- Yancy Korosi - pianoforte
- Dewey Sampson - contrabbasso
- James Martin - batteria[1]